# Thayet
Thayet (birm. သရက်မြို့  /θəjɛʔ mjo̰/) – miasto w środkowej Mjanmie, w okręgu Magwe. Według danych szacunkowych na rok 2007 liczy 110 765 mieszkańców. Ośrodek przemysłowy.